# Centre de les Arts Lliures
El Centre de les Arts Lliures (conegut anteriorment com a Espai Brossa i La Seca) és un espai teatral situat al carrer dels Flassaders, 40 de Barcelona, a l'antiga casa de moneda (La Seca).

## Història
Va obrir les portes el 2 de desembre del 1997 amb el nom de Brossa Espai Escènic (tot i que en un principi el poeta era reticent a posar-hi el seu nom), vinculat estretament amb l'entorn escènic i poètic de Joan Brossa i de totes aquelles activitats, teatrals i parateatrals de les avantguardes històriques i de la creació contemporània.
Els seus fundadors i co-directors van ser l'actor i director d'escena Hermann Bonnín i el mag Hausson (Jesús Julve). Tenia una capacitat per a uns 60 espectadors i estava ubicat al carrer d'Allada-Vermell, al mateix espai que havia deixat el Teatre Tantarantana quan aquest es va traslladar l'any 1996 al carrer de les Flors.
L'any 2007, l'espai va resultar massa petit i es va cercar un local més gran, guanyant el concurs convocat per l'Ajuntament de Barcelona per tal de gestionar l'espai situat a l'antiga casa de la moneda de la Corona d’Aragó, al carrer dels Flassaders, on el 2011 van obrir la nova temporada amb el nom de La Seca Espai Brossa.
El 13 de juny de 2021, el teatre va abaixar el teló amb la darrera funció de la temporada, i el 18 de juliol l'Espai Brossa i l'Escenari Brossa van tancar de manera definitiva per tal de sotmetre's a unes obres que transforméssin els dos espais en un de sol. Mig any enrere, l'Ajuntament havia anunciat que no els renovaria la concessió. El gestor de la sala era aleshores Jesús Julve, ja que Hermann Bonnín havia mort el setembre del 2020.
El 16 de desembre d'aquell any, el nou teatre es va inaugurar amb el nom de Centre de les Arts Lliures, a càrrec de la Fundació Joan Brossa, qui en té la concessió municipal. El centre combina l'exhibició d'obres teatrals, les arts en viu i les exposicions; en paraules del president de la Fundació, Vicenç Altaió: "Paraula, imatge i acció". El nou espai està dirigit de manera col·legiada per Marc Chornet (àmbit teatral), Maria Canelles (àmbit visual) i Judith Barnés (nous públics i projectes educatius), i està dividit en diversos espais.